# Kapliczne Wzgórze
Kapliczne Wzgórze (511 m n.p.m.) – szczyt w Karkonoszach, w obrębie Kowarskiego Grzbietu.
Wzniesienie znajduje się na północno-wschodnim krańcu Kowarskiego Grzbietu, w Kowarach, w ich południowo-wschodniej części. Od wschodu opływa je Jedlica, a od południa Łomnica.
Na szczycie późnobarokowa kaplica św. Anny z 1727 r. na planie elipsy, z barokowym wyposażeniem.
Pod Kaplicznym Wzgórzem przechodzi  niebieski szlak turystyczny z Kowar na Przełęcz Kowarską oraz zielony  z Karpacza do Czarnowa.